# Val Venosta (comprensorio)
Il comprensorio della Val Venosta (in tedesco Vinschgau, in ladino Val Venuesta) comprende 13 comuni italiani della Val Venosta, con capoluogo Silandro. 

## Storia
La Comunità Comprensoriale Val Venosta fu fondata nel 1962 (la prima tra le 8). I suoi 13 comuni ricoprono un territorio complessivo di 1.442 km² e contano circa 34.300 abitanti. La quasi totalità della popolazione (intorno al 98%) è di madre lingua tedesca.
Storicamente la Venosta includeva anche il comune di Nauders e i centri abitati di Rofen, Vent e Winterstall nella Venter Tal nel comune di Sölden (Austria), nonché i comuni di Naturno, Plaus e Parcines con una parte del comune di Lagundo fino alla Tel, oggi aggregati al Burgraviato.

### Comuni
Il comprensorio Val Venosta-Vinschgau si compone di 13 comuni:
1. Castelbello-Ciardes - Kastelbell-Tschars
2. Curon Venosta - Graun
3. Glorenza - Glurns
4. Laces - Latsch
5. Lasa - Laas
6. Malles Venosta - Mals
7. Martello - Martell
8. Prato allo Stelvio - Prad am Stilfserjoch
9. Silandro - Schlanders
10. Sluderno - Schluderns
11. Senales - Schnals
12. Stelvio - Stilfs
13. Tubre - Taufers im Münstertal

I due distretti comprensoriali sono la Media Venosta (capoluogo Silandro) e l'Alta Venosta (capoluogo Malles). Nel comprensorio c'è solo una città (Glorenza) e quattro comuni mercato (Silandro, Malles Venosta, Laces, Prato allo Stelvio).